# 소흥화의

1142년 소흥화의 이후 남송과 금나라.

소흥화의(중국어: 紹興和議)는 금나라와 남송 왕조 사이의 오랜 군사적 갈등을 종식시킨 합의이자 휴전이었다. 또한 합법적으로 두 나라의 경계를 설정하고 송 왕조가 이전 수도인 카이펑시를 포함하는 친링-화이허선 북쪽의 이전(북송) 영토에 대한 모든 소유권을 포기하도록 강요했다. 남송 고종은 화의가 체결된 후 금나라 반대파 장군 악비를 처형했다.
이 화의는 1141년에 체결되었으며, 이에 따라 남송은 매년 금나라에게 25만 냥과 비단 25만 팩을 조공으로 바치기로 합의했다(금나라가 남송과 추가 전쟁을 시작한 1164년까지). 이 화의는 1142년 10월 11일 금나라 사신이 송나라 조정을 방문했을 때 공식적으로 비준되었다. 이 화의는 남송 왕조를 금 왕조의 준속국으로 축소시켰다.

## 같이 보기
- 해상의 맹